# Catoosa
Catoosa és una ciutat dels Estats Units a l'estat d'Oklahoma. Segons el cens del 2000 tenia 5.549 habitants.

## Demografia
Segons el cens del 2000, Catoosa tenia 5.449 habitants, 1.972 habitatges, i 1.518 famílies. La densitat de població era de 302,3 habitants per km².
Dels 1.972 habitatges en un 40,6% hi vivien nens de menys de 18 anys, en un 57,9% hi vivien parelles casades, en un 14,8% dones solteres, i en un 23% no eren unitats familiars. En el 20,1% dels habitatges hi vivien persones soles el 7,2% de les quals corresponia a persones de 65 anys o més que vivien soles. El nombre mitjà de persones vivint en cada habitatge era de 2,72 i el nombre mitjà de persones que vivien en cada família era de 3,11.
Per edats la població es repartia de la següent manera: un 29,7% tenia menys de 18 anys, un 8,5% entre 18 i 24, un 29,4% entre 25 i 44, un 21,1% de 45 a 60 i un 11,3% 65 anys o més.
L'edat mediana era de 34 anys. Per cada 100 dones de 18 o més anys hi havia 87,2 homes.
La renda mediana per habitatge era de 39.821$ i la renda mediana per família de 40.839$. Els homes tenien una renda mediana de 32.289$ mentre que les dones 23.285$. La renda per capita de la població era de 16.061$. Entorn de l'11,9% de les famílies i el 12,3% de la població estaven per davall del llindar de pobresa.

## Poblacions més properes
El següent diagrama mostra les poblacions més properes.